# Sybra rosacea
Sybra rosacea är en skalbaggsart som beskrevs av Stefan von Breuning 1942. Sybra rosacea ingår i släktet Sybra och familjen långhorningar.
Artens utbredningsområde är Fiji. Inga underarter finns listade i Catalogue of Life.